# Okrug Catron, Novi Meksiko
Catron je okrug u američkoj saveznoj državi Novom Meksiku.

## Naselja
Jedino selo u Catronu je Reserve. Popisom određena mjesta su Apache Creek, Aragon, Cruzville, Datil, Escudilla Bonita, Glenwood, Homestead, Lower Frisco, Luna, Middle Frisco, Pie Town, Pleasanton, Quemado, Rancho Grande i Rivers. Ostala neuključena područja su Alma, Old Horse Springs i San Francisco Plaza. Napuštena naselja i naselja koja su skoro sasvim napuštena su Adams Diggings, Box Lake, Bursum, Clairmont, Collins Park, Cooney, Frisco, Fullerton, Graham, Greensgap, Hickman, Horse Springs, Jewett, Joseph, Managas, Mogollon, Patterson, Red Hill, Spur Lake, Tres Lagunas i Whitfield.

## Stanovništvo
Prema popisu stanovništva 2010., stanovnici su 92,4% bijelci, 0,4% "crnci ili afroamerikanci", 2,7% "američki Indijanci i aljaskanski domorodci", 0,2% Azijci, 0,0% Havajci ili tihooceanski otočani, 3,1% dviju ili više rasa, 3,7% ostalih rasa. Hispanoamerikanaca i Latinoamerikanaca svih rasa bilo je 20,3%.

## Vanjske poveznice
- Postal History Poštanski uredi u okrugu Catronu, Novi Meksiko